# Colli di Scandiano e di Canossa Cabernet Sauvignon riserva
Le Colli di Scandiano e di Canossa Cabernet Sauvignon riserva est un vin rouge de la région Émilie-Romagne doté d'une appellation DOC depuis le 20 septembre 1996. Seuls ont droit à la DOC les vins récoltés à l'intérieur de l'aire de production définie par le décret. 

## Aire de production
Les vignobles autorisés se situent en province de Reggio d'Émilie dans les communes de Albinea, Quattro Castella, Bibbiano, Montecchio, San Polo d'Enza, Canossa, Vezzano sul Crostolo, Viano, Scandiano, Castellarano et Casalgrande ainsi qu'en partie sur le territoire des communes Reggio d'Émilie, Casina, Sant'Ilario d'Enza et Cavriago.
Le vin rouge du Colli di Scandiano e di Canossa Cabernet Sauvignon riserva répond à un cahier des charges plus exigeant que le Colli di Scandiano e di Canossa Cabernet Sauvignon, essentiellement en relation avec un vieillissement de 2 ans et d'un titre alcoolique plus élevé.

## Caractéristiques organoleptiques
- couleur: rouge rubis  intense  tendant vers un rouge grenat avec le vieillissement
- odeur : caractéristique, agréable, intense, herbacé
- saveur: sec, harmonique, bien structuré, tannique

Le Colli di Scandiano e di Canossa Cabernet Sauvignon riserva se déguste à une température de 14 à 16 °C et il se garde 3 – 5 ans.

## Production
Province, saison, volume en hectolitres :
- pas de données disponibles